# HAT-P-7
Coordenadas:  19h 28m 59.353s, +47° 58′ 10.24″
HAT-P-7 é uma estrela anã branca-amarela localizada a cerca de 1.044 anos-luz de distância da Terra na constelação de Cygnus. A magnitude aparente dessa estrela é de 10.46, o que significa que não é visível a olho nu, mas pode ser vista com um telescópio pequeno em uma clara noite escura.

## Sistema planetário
Esta estrela tem um planeta. Este sistema estelar está dentro do campo de visão da sonda espacial Kepler.